# Elassoma evergladei
Elassoma evergladei is een straalvinnige vissensoort uit de familie van de dwergzonnebaarzen (Elassomatidae). De wetenschappelijke naam van de soort is voor het eerst geldig gepubliceerd in 1884 door Jordan.